# سیارک ۳۱۳۲
سیارک ۳۱۳۲ (به انگلیسی: 3132 Landgraf، نامگذاری:1940WL) سه هزار و صد و سی و دومین سیارک کشف شده‌است که در ۲۹ نوامبر ۱۹۴۰ کشف شد.
قدر مطلق سیارک برابر ۱۱٫۶۰ است.